# Xã Little Pine, Quận Crow Wing, Minnesota
Xã Little Pine (tiếng Anh: Little Pine Township) là một xã thuộc quận Crow Wing, tiểu bang Minnesota, Hoa Kỳ. Năm 2010, dân số của xã này là 86 người.